# 송승환 (2006년생 배우)
송승환(2006년 5월 23일 ~ )은 대한민국의 배우이다.

## 드라마
- 2015년 EBS1 《갤럭시 프로젝트》
- 2016년 KBS1 《장영실》
- 2016년 KBS2 《오 마이 금비》
- 2017년 tvN 《크리미널 마인드》- 희재 역
- 2021년 KBS2 《미스 몬테크리스토》
- 2021년 tvN 《마인:MINE》- 이동우 역
- 2021년 SBS 《라켓소년단》- 이승헌 역
- 2022년 MBC 《지금부터, 쇼타임!》- 김서후 역
- 2022년 웹드라마 《돼지의 왕》
- 2022년 tvN 《환혼 빛과 그림자》- 용필 역
- 2023년 KBS2 《어쩌다 마주친, 그대》- 이오복 역

## 영화
- 2016년 해어화
- 2017년 태견 버려진 아이들
- 2021년 제8일의 밤

## 광고
- 2015년 농심 짜왕
- 2016년 보건복지부
- 2016년 헌법재판소